# Chronologie období Sengoku
Obdobím Sengoku (japonsky: 戦国時代; Sengoku džidai), neboli obdobím válčících států, je označována éra japonské historie, trvající od konce 15. století až do počátků 17. století.
Prameny se v přesném vymezení tohoto období různí. Některé uvádějí rozmezí let 1467–1573 (počátkem je zde zřejmě myšlen první otevřený konflikt – válka Ónin – mezi klanem Jamana a Hosokawa), jiné 1478–1605 (roku 1478 došlo k ukončení konfliktu mezi znepřátelenými klany Hosokawa a Jamana – jejich spor je považován za otevření éry Sengoku).
Je nutno dodat, že podle názoru některých lidí, zabývajících se Sengoku Džidai, je toto období naopak vymezeno lety 1334–1570 (za počátek zřejmě považují zavraždění prince Morinagy a vyhlášení (císařem Go-Daigem) Takaudžiho Ašikagy nepřítelem trůnu, a období od roku 1570 do roku 1603 (jmenování Iejasua Tokugawy šógunem) obdobím znovusjednocování Japonska.
Existují i názory, které za počátek Sengoku označují dobytí provincie Izu Sóunem Hódžó, ke kterému došlo roku 1491.

## Ašikaga - Muromači (1336–1573)
(japonsky: 足利 - 室町時代; Ašikaga - Muromači džidai)

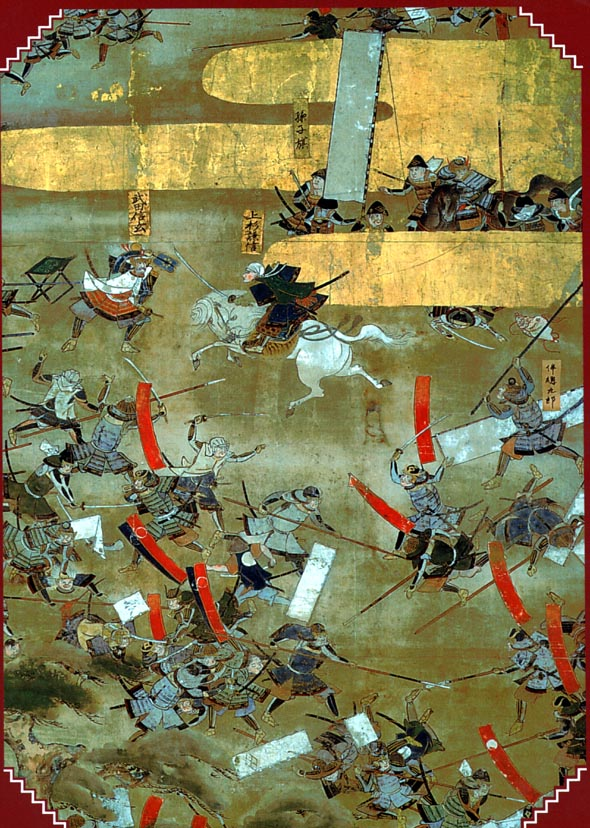
bitva období Sengoku

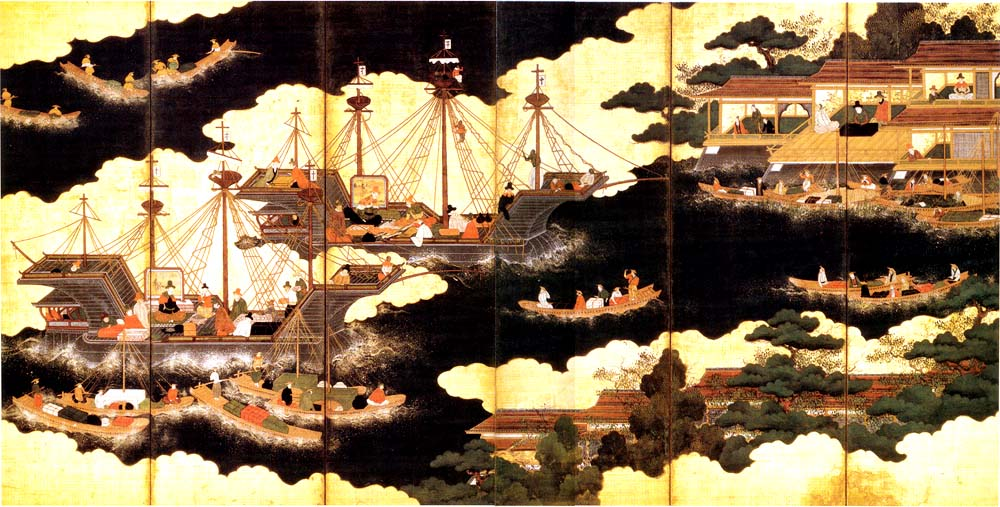
lodě Nanban přijíždějí obchodovat

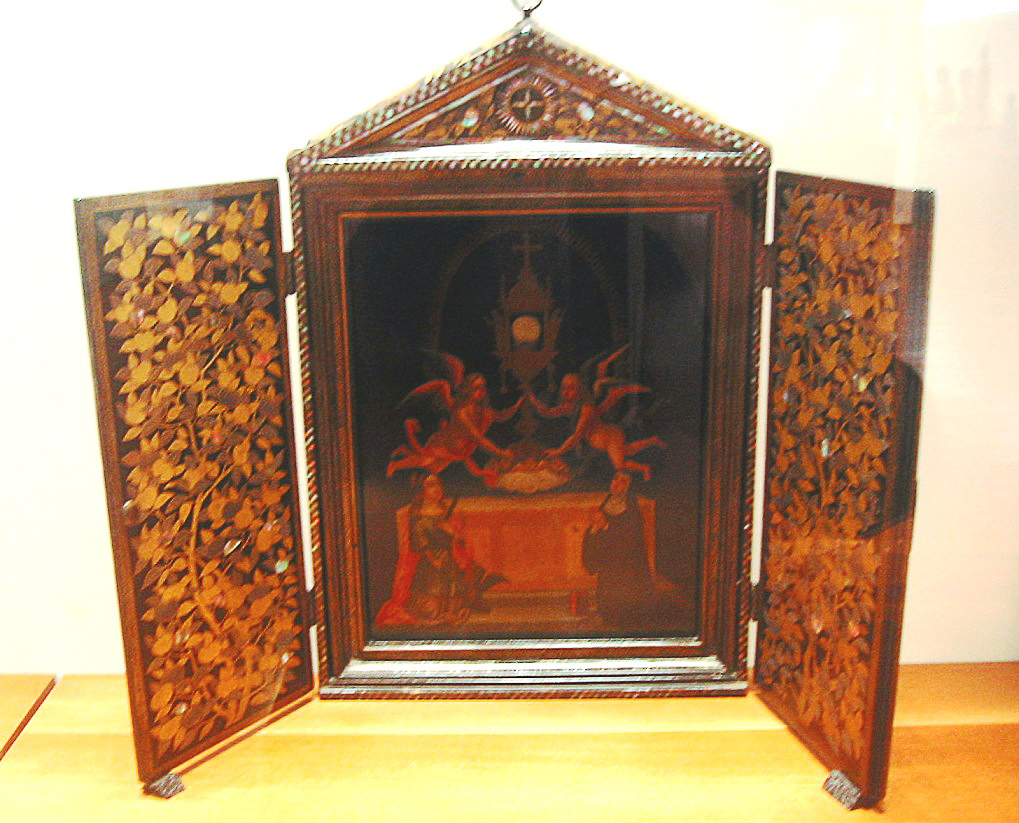
japonský oltář, nanbanský styl

### Ónin
(応仁の乱 Ónin no ran)
- 1467–1478:Otevřený konflikt mezi klany Jamana (山名) a Hosokawa (細川). Toto období se považuje za počátek éry Sengoku.

### Bummei
(文明)
- 1479:Tošikage Asakura (朝倉敏景 Asakura Tošikage, jinak též 朝倉孝景 Asakura Takakage) porazil klan Šiba (斯波) a získal kontrolu na provincií Ečizen (越前). Byl označen prvním Sengoku daimjó (大名).
- 1486:Liga samurajů zvětšila svůj vliv, v provincii Jamaširo (山城).

### Čokjó
(長享)
- 1488:V provincii Kaga (加賀) se vzbouřilo téměř 200 000 poddaných, vyhnalo vládnoucího samuraje Masačika Togašiho (富樫政親) a vyhlásilo provincii jako Hjakušó Moči No Kuni – provincii pod správou rolníků.

Šógun Jošihisa Ašikaga (足利義尚) vytáhl proti Takajorimu Rokkaku (六角 高頼)(z provincie Ómi - 近江), ale během bitvy zahynul. Jeho následníkem se stal Jošitane Ašikaga (足利義稙).

### Entoku
(延徳)
- 1490:Sóun Hódžó (北条 早雲)se zmocnil hradu Horigoe (堀越), v provincii Izu (伊豆国, dnešní prefektura Šizuoka - 静岡県) a ustavil se jako nezávislý daimjó. Položil tak základy mocného klanu v jihovýchodním Japonsku. V době největšího rozmachu klanu Hódžó ovládali jeho členové 6 provincií ve východním Japonsku – Izu, Sagami (相模国), Musaši (武蔵国), Kózuke (上野国), Kazusa (上総国) a Šimósa (下総国) – čímž se co do velikosti území vyrovnali takovým mocným klanům, jako byli Móriové (毛利) na západě Japonska.
- 1491:Jošitane Ašikaga (足利義稙) porazil přemožitele svého otce, Takajoriho Rokkaku. Později byl poražen Hosokawou (細川) v Šógakudži (正覚寺) a donucen utéct do západního regionu Čúgoku (中国地方).

### Meió
(明応)
- 1495:Sóun Hódžó se zmocnil hradu Odawara (小田原城 - Odawara džó) v provincii Sagami.
- 1497:Narodil se sjednotitel západních provincií, velký generál a moudrý vládce Motonari Móri (毛利 元就).
- 1500:Go-Kašiwabara (後柏原天皇) se stává císařem Japonska.
- 1501:Klan Ótomo (大友) rozdrtil klan Óuči (大内) v bitvě o Umagatake (馬ヶ岳), v provincii Bizen (備前).

### Bunki
(文亀)
- 1502:Umírá Džukó Murata (村田 珠光), známý jako zakladatel čajového obřadu.

### Eišó
(永正)
- 1504:První rok éry Eišó
- 1506:Norikage Asakura (朝倉 教景, jinak 朝倉 宗滴 Sóteki Asakura) se utkal s oddíly Ikkó ikki (一向一揆) z provincie Kaga (加賀) na řece Kuzurjúgawě (九頭竜川).
- 1507:Masamoto Hosokawa (細川 政元) byl zavražděn svým adoptivním synem Sumijukim (細川 澄之).
- 1508:Jošioki Óuči (大内 義興) pomohl vrátit se šógunovi Jošitanemu Ašikagovi (足利 義稙) zpět do Kjóta a byl jmenován místodržícím.
- 1509:Tamekage Nagao (長尾 為景) porazil Sanadoriho Uegiho[zdroj?] v bitvě u Ičiburi[zdroj?], v provincii Eččú (越中).
- 1510:V Japonsku se objevily první čínské palné zbraně a byly představeny Udžicunovi Hódžóovi (北条 氏綱 Hódžó Udžicuna).
- 1511:Jošioki Óuči (大内 義興) a Sadajori Rokkaku (六角 定頼) zvítězili nad Masatakou Hosokawou[zdroj?] v bitvě u Funaokajamy. Tento rok se zároveň stal Fusaie Ičijo pánem provincie Tosa.
- 1516:Sóun Hódžó zabral Jošitacuovi Miurovi hrad Arai, v provincii Sagami.

Sukemasa Azai se oddělil od klanu Rókkaku a vyhlásil nezávislost všech daimjó svého klanu v severních oblastech provincie Omi.
Motonari Móri porazil Motošigeho Takedu poblíž Korijamy, v provincii Aki.
- 1519:Zemřel Sóun Hódžó, jeho nástupcem se stal Udžisuna.

Narodil se Jošimoto Imagawa.
- 1520:Zemřel Sumimoto Hosokawa a byl nahrazen Harumotem.

### Daiei
(大永)
- 1521:První rok éry Daiei

Narodila se legenda Harunobu Takeda, později znám pod jménem Šingen Takeda.
Motonari Móri uzavřel svazek s klanem Amako.
Nobuhide Oda získal od Imagawů hrad Nagoja.
- 1522:Klan Akamacu připravili o provincie Mimasaka a Bizen Urakamiové, jejich bývalí vazalové.
- 1523:Jorifusa Sue a Jorifudži Tomoda se utkali v Tomodě, v provincii Aki.

Vyslanci klanů Hosokawa a Óuči se utkali v čínském přístavu Ningpo, kvůli právu na výhradní obchodování s čínskou dynastií Ming. Klan Óuči poté získal monopol na obchod s Čínou.
- 1524:Jošioki Óuči se zmocnil hradu Sakurao, v provincii Aki a podrobil si Jorifudžiho Tomodu.

Nobutora Takeda uzavřel mír s Udžisunou Hódžóem.
V bitvě u Takanawahary (známé též jako bitva o Edo) rozdrtil Udžisuna Hódžó vojska Suketaky Oty, vazala klanu Uesugi, a rozšířil svou moc na větší část oblasti Kantó (tvořilo ji osm Kuni: provincie Awa, provincie Kazusa, provincie Šimuza, provincie Musaši, provincie Sagami, provincie Kózuke, provincie Šimocuke a provincie Hitači).
- 1525:Klan Óuči pokračuje v expanzi do provincie Aki.
- 1526:Go-Nara se stal japonským císařem.

Hódžóové a Satomiové se střetli u Kamakury a nastartovali tak šedesát let nepřátelství mezi těmito dvěma klany.
Sanehisa Šimazu vytáhl proti Kacuhisovi Šimazovi a vyhnal ho z provincie Sacuma.

### Kjóroku
(享禄)
- 1528:První rok éry Kjóroku.

Zemřel Jošioki Óuči a jeho nástupcem se stal Jošitaka.
- 1530:Narodil se Terutora Uesugi, později známý jako Kenšin Uesugi.
- 1531:Takakuni Hosokawa byl poražen u Amagesaki, v provincii Seccú Harumotem Hosokawou a spáchal seppuku.

Vypukla občanská válka, vedená klášterem Hongandži z provincie Kaga.

### Temmon (Tembun)
(天文)
- 1532: První rok éry Temmon

Harumoto Hosokawa ve spojení s klášterem Išijama Hongandži a se svými poddanými donutili Mijošiho Motonagu spáchat seppuku.
- 1533: Narodil se Terumoto Móri, vnuk Motonariho Móri.
- 1534: Narodily se dvě legendární osobnosti éry Sengoku – dvanáctého dne pátého měsíce se narodil Kippóši Oda, později znám jako Nobunaga Oda.

Druhým narozeným je Fudžitaka Hosokawa, budoucí průvodce „potulného šóguna“ Jošiakiho Ašikagy a služebník klanů Oda, Tojotomi a Tokugawa.
- 1536: Tamekage Nagao, guvernér provincie Ečigo (pod správou klanu Uesugi; dnes prefektura Niigata), byl poražen a zabit Ikko-Ikkim Kagou u Sendanna.

Císař Go-Nara byl konečně potvrzen na trůně, částečně se tak stalo za přispění Jošitaky Óučiho.
Vzplály nepokoje Temmón-Hokke (následníci sekty Ničiren vyhlásili v Kjótu autonomní vládu). Vojsko podporované horou Hiei (bojovnými mnichy sekty Tendai z chrámu Enrjakudži) a jednotkami z Hongandži zaútočily na Kjóto a vypálili většinu chrámů sekty Ničiren.
Narodil se jeden ze tří hlavních symbolů středověkých změn, Hijošimaru Kinošita, který se později proslavil jako Hidejoši Tojotomi.
Jošimoto Imagawa vyhrál lítý boj se svými bratry a převzal kontrolu na provincií Suruga.
V tomto období docházelo k plundrování čínských břehů a částečně i vnitrozemí, japonskými piráty – Wako.
- 1538: Udžisuna Hódžó zvítězil nad Jošitakou Satomim a Jošiakim Ašikagou v 1. bitvě o Konodai v provincii Musaši.
- 1539: Čokei Mijoši přitáhl s armádou do Kjóta.

Klan Óuči převzal kontrolu nad veškerým „oficiálním“ obchodem s Čínou.
Šigetoši Iriki-in obsadil pevnost Momocugi v provincii Sacuma, která náležela Sanehisovi Šimazuovi.
- 1540: Akihisa Amako se pokusil neúspěšně obsadit hrad Korijama, v provincii Aki, během bojů s Motonarim Mórim.

Jošitaka Satomi odvrátil Hódžóův útok na provincii Awa.
Takafusa (Harukata) Sue přijel s armádními posilami klanu Óuči na pomoc hradu Korijama.
Nobuhide Oda dobyl hrad Andžó v provincii Mikawa.
Harumasa Nabu se utkal klanem Tozawa na severu provincie Mucu.
- 1541: Zemřel Cunehisa Amako. Jeho nástupcem se stal Haruhisa Amako.

Jošitaka Óuči a Motonari Móri napadli území klanu Amako v provinciích Iwami a Izumi.
Šingen Takeda převzal vládu nad provincií Kai po svém otci Nobutorovi.
- 1542: Jošitaka Óuči a Motonari Móri oblehli hrad Akihisy Amaka Gassan-Toda v provincii Izumo.

Šingen Takeda porazil spojené armády pánů ze Šinana u Sezawy v provincii Šinano. Tím začalo tažení do jižního Šinana.
Udžijasu Hódžó počal sérii agresivních inspekcí uvnitř území spravovaných klanem Hódžó.
Nobuhide Oda porazil v 1. bitvě o Azukizaku v provincii Mikawa Jošimota Imagawy.
- 1543: Narodil se poslední ze tří symbolů éry Sengoku, Iejasu Tokugawa.

Pokus Jošitaky Óučiho o dobytí hradu Gassan-Toda skončil neúspěchem.
Portugalští námořníci ztroskotali u ostrova Tanegašima. Šlo o vůbec první setkání Japonců s Evropany.
Toho roku se také mezi japonské daimjó dostaly muškety – Hinawadžu.
Narodil se Hongandži Kennjó.
Čokei Mijoši zvítězil nad Udžisunem Hosokawou a obsadil Sakai, v provincii Seccú.
- 1544: Óuči zaútočil na provincii Ijo, ale u Omišimy byl odražen.

Šingen Takeda porazil Joričiku Fudžisawu u Ina-Macušimy, v provincii Šinano.
Klan Rjúzódži neúspěšně zaútočil u Macuury.
- 1545: Jošiharu Ašikaga abdikoval na úřad šóguna. Jeho syn se stal třináctým šógunem rodu Ašikaga.

Šingen Takeda vybojoval hlavní hrad Joričiky Fukuzawy Fukujo, v okrese Ina.
Zemřel Tanenaga Hatakejama, šugo Kawači a pán rodu Takaja.
Harumoto Hosokawa porazil Udžisuna Hosokawu v Udži, poblíž Kjóta.
Joričika Fudžizawa poslal svého mladšího bratra Gondžira jako rukojmí Šingenovi Takedovi, načež se vzdal. Jeho hrad shořel ještě týž den.
Poté, co Šingen Takeda dobyl okres Ina, vyrazil se svou armádou do Šiodžiri v okrese Cukama.
Jošimoto Imagawa se rozhodl podrobit si Udžijasua Hódžóa, který se uchýlil do sídla Imagawů v Sumpu a upevnil svoji pozici v chrámu Zentokudži, v provincii Suruga.
Narodil se Šikanosuke Jamanaka, jako druhý syn pána Mikawy (Mikawa No Kami) Mucujukiho Jamanaky.
Došlo ke konfrontaci mezi Jošimotem Imagawou a Udžijasuem Hódžóem, v provincii Suruga; Imagawům přispěchali na pomoc Takedové a Udžijasu ustoupil.
Hirotada Macudaira byl poražen Nobuhidem Odou při pokusu o znovudobytí hradu Jasujoši, v provincii Mikawa.
Uesugi a Ašikaga obklíčili hrad Kawagoe, v provincii Musaši, který patřil Hódžóům.
Hódžóové a Imagawové uzavřeli mír během meditace u Šingena Takedy.
- 1546: Narodil se pozdější blízký vazal Hidejošiho, Kanbei Kuroda. Stalo se tak v Himedži, v provincii Harima (dnes prefektura Hjógó).

Ve věku 27 let zemřel Mikawa No Kami Micujuki Jamanaka, otec Šikanosukeho Jamanaky.
Nobunaga Oda přijal za své jméno Nobunaga Saburó.
Březen: Šingen Takeda zaútočil na hrad Tojši, v provincii Šinano, který náležel Jošikijovi Murakamimu. U Uenohary ale prohrál.
Květen: Udžijasu Hódžó vyhrál rozhodující bitvu v pevnosti Kawagoe. Proti němu stála spojená vojska klanu Uesugi. Následkem této bitvy získali Hódžóové rozhodující vliv v regionu Kantó.
Srpen: Sukemasa Ota se během nočního útoku zmocnil hradu Macujama, v provincii Musaši.
- 1547: Dósan Saitó porazil u Kanoguči, v provincii Owari, armádu vedenou Nobuhidem Odou.

Kenšin Uesugi (Kagetora Nagao) porazil Harukageho Nagaa a získal vládu nad provincií Ečigo.
Nobunaga Oda se poprvé účastnil vojenského tažení, v provincii Mikawa.
- 1548

Září: Šingen Takeda utrpěl porážku v první japonské bitvě, ve které byly použity pušky. Protivníkem mu byl Jošikio Murakami, z jehož čínských dílen pušky vzešly.
Čokei Mijoši porazil svého úhlavního nepřítele mezi členy klanu, svého strýce Masanagu.
Narodil se Takadacu Honda, pozdější vazal a nejschopnější generál Iejasua Tokugawy.
Jošimoto Imagawa zaútočil ve jménu Hirotady Macudairy na Nobuhideho Odu.
Nobuhide Oda uzavřel mír s Dósanem Saitó a získal jeho dceru pro sňatek se svým synem Nobunagou.
- 1549: V bitvě o Kadžiki použil Takahisa Šimazu jako první samuraj evropské pušky.

Čokei Mijoši obsadil hrad Mijake, který byl majetkem klanu Hosokawa, bývalých pánů klanu Mijoši.
15. dubna (někdy se uvádí datum Xaverova přistání v Japonsku 15. srpen): František Xaverský zakládá v Japonsku katolickou misii. Stalo se tak na jižním ostrově Kjúšú, v Kagošimě.
Nobuhide Oda umírá a jeho nástupcem je Nobunaga Oda.
Hirotada Macudaira byl zabit a jeho případným nástupcem je Iejasu Tokugawa, který se vrací na hrad Okazaki. Do té doby byl jako rukojmí Nobuhira Ody.
Nobunaga Oda se dohodl s Imagawy na výměně malého Iejasua Tokugawy za život Nobuhira Ody.
- 1550: Jošinori Ótomo je zavražděn a jeho syn Jošišige Ótomo (Sórin) se stává novým daimjó provincie Bungo.

Motonari Móri zajišťuje kontrolu na klany Kobajakawa a Kikkawa.
Jošitaka Óuči byl svržen Harakutou Suem a spáchal seppuku. Nahradil ho Jošinaga (Óuči) Ótomo, prostřednictvím něhož nyní klan Sue Óuči ovládal.
Norimasa Uesugi prohrál s Hódžóy a uprchl do provincie Ečigo, kde byl donucen jmenovat Kenšina Uesugiho svým dědicem.
Jošišige Ótomo porazil Jošimunea Kikučiho z provincie Higo.
Koncem roku se František Xaverský vydává po dlouhých odkladech do Kjóta, aby navštívil císaře.
- 1552: Norikage Asakura umírá a nahrazuje ho Jošikage.
- 1553: Šingen Takeda a Kenšin Uesugi se spolu poprvé utkali. Stalo se tak v první bitvě u Kawanakadžimy, v provincii Šinano, jinak také známé jako bitva o Fuse.

Nobunaga a Dósan Saitó se setkali v chrámu na území provincie Owari.
- 1554: Takanobu Rjúzódži svrhl Tokinaa Šóniho z provincie Hizen.

Červen:Hatakejama a Nujui porazili klan Jusa v bitvě o Ócuki, v provincii Noto.
1. června: Motonari Móri vyzval Harutaku Sueho a porazil jednu z jeho armád nedaleko Ošikihaty.

### Kódži
(弘治)
- 1555:

1. října:Motonari Móri porazil Harutaku Suehov bitvě u Mijadžimy. Tímto vítězstvím spolehlivě potvrdil svrchovanost klanu Móri na západě Honšú.
Listopad:Kenšin Uesugi a Šingen Takeda spolu svedli 2. bitvu o Kawanakadžimu, jinak také známé jako bitva o Saigawu.
- 1556:Dósan Saitó je poražen a zabit svým adoptivním synem Jošiacuem v bitvě u Nagaragawy, v provincii Minó.
- 1557:Motonari Móri donutil Jošinagu Óučiho spáchat seppuku a ukořistil provincii Suo.

Móriové a Ótomové odstartovali čtyři roky trvající boj o hrad Módži, v provincii Buzen.
Sórin Ótomo porazil Kijotanea Akizukiho a expandoval do provincie Čikuzen.
Nobujuki Oda a Kacuie Šibata se spikli proti Nobunagovi z Owari. Zatímco Šibata byl ušetřen, Nobujuki byl zabit.

### Eiroku
(永禄)
- 1558:Iejasu Tokugawa naplánoval pro Jošimota Imagawu vítězství nad Nobubagou. Stalo se tak na hradě Terabe.
- 1559:Šingenovo dobývání provincie Šinano bylo dokonáno.

Čínský generál Č'i Či-kuang vedl tažení proti části japonských pirátů (wako) v okolí čínského pobřeží, které trvalo do roku 1567.
Čokei Mijoši přepadl Harumota Hosokawu; Harumoto byl ušetřen a umístěn do kláštera v Seccú (dnes prefektura Hjógó).
Nobunaga Oda porazil Nobutaku Odu v bitvě o hrad Iwakura. V témže roce vstoupil do Kjóta, kde mu byla udělena audience u šóguna Jošiterua Ašikagy. O dva měsíce později se setkal s Kenšinem Uesugim.
Září:Hisahide Macunaga a Mijoši vstoupili do provincie Jamato a utkali se s Cucuiem a jeho stoupenci.
- 1560:

Květen:Jošiaki Satake naléhal na Kenšina Uesugiho, aby zaútočil na klan Hódžó.
19. červen:Nobunaga Oda porazil Jošimota Imagawu v bitvě u Okehazamy, když se Jošimoto vydal se svou armádou na pochod do Kjóta. Měl ambice získat pro sebe moc, kterou mohl získat po rozhovorech s císařem a šógunem. Jošimotova armáda několikanásobně převyšovala počtem vojáků Nobunagovo vojsko, nicméně nečekaně překvapivý útok Odů jeho tábořící vojáky zaskočil a zanedlouho již byla Jošimotova hlava postavena před Nobunagu. Porážka Jošimota zajistila Iejasuovi Tokugawovi návrat na hrad Okazaki v jeho domovské provincii Mikawa.
Červenec:Nobunaga vtrhl do provincie Minó a utkal se s klanem Ičihaši, vazaly Saitóů.
Září:Kenšin Uesugi zaútočil na državy Hódžóů, v provincii Kantó.
Hisamasa Azai ze severní Omi byl donucen odstoupit ve prospěch svého syna Nagamasy.
Jošitacu Saitó porazil jednotky Odů nedaleko řeky Sunomaty.
- 1561:

Červen:Kenšin Uesugi oblehl Udžijasua Hódžóa v Odawaře, ale po dvou měsících se stáhl zpět.
Jošitacu Saitó zemřel na lepru a jeho nástupcem byl Tacuoki. O pouhé tři dny později byla Saitóova vojska rozprášena Nobunagovými jednotkami. Stalo se tak v bitvě u Moribe.
Říjen:Šingen Takeda a Kenšin Uesugi se opět utkali ve velmi namáhavé 4. bitvě o Kawanakadžimu, zatím největší v pořadí.
Listopad:Motonari Móri a Sórin Ótomo rozpoutali bitvu o hrad Módži, v provincii Buzen.
Námořní operace klanu Satomi proti Hódžóům u Muiry, v provincii Sagami.
Prosinec:Kenšin Uesugi se utkal s Hódžóy na hradě Macujama, v provincii Musaši.
- 1562:Iejasu Tokugawa zlomil pouta, která ho vázala ke klanu Imagawa.

Haruhisa Amako zemřel. Na jeho místo nastoupil Jošihisa.
Narodil se Kijomasa Kato.
Nobunaga Oda uzavřel spojenectví s Motojasuem Macudairou (Iejasuem Tokugawou).
- 1563:Norikacu Uesugi byl poražen spojenými vojsky Šingena Takedy a Udžijasua Hódžóa na hoře Musaši-Macujama v provincii Musaši.

Iejasu Tokugawa zvítězil nad povstalci ve své provincii Mikawa.
Sumitada Ómura z provincie Hizen, na ostrově Kjúšú, se stal prvním pokřtěným daimjó a přijal jméno Dom Bartolomeu (někdy se uvádí i rok 1562).
Říjen:Motonari Móri obsadil hrad Širaga v provincii Izumo, který byl majetkem klanu Amako.
- 1564:V 2. bitvě o Konodai, v provincii Musaši, rozdrtila vojska Udžijasua Hódžóa jednotky Jošihira Satomiho.

Srpen:Čokei Mijoši zemřel a jeho místo zaujal Jošicugu.
Září:Kenšin Uesugi se utkal se Šingenem Takedou v poslední, 5. bitvě o Kawanakadžimu.
- 1565:

17. červen:Jošiteru Ašikaga, třináctý šógun z rodu Ašikaga, byl nucen spáchat seppuku, když byl jeho palác napaden jednotkami vyslanými Jošicugem Mijošim a Hisahidem Macunagou.
Září:Motonari Móri oblehl ústředí klanu Amako, hrad Gassan-Toda v provincii Izumo.
Jošinobu Takeda, z provincie Kai, se pokusil o konspiraci proti svému otci Šingenovi. Byl ale odhalen a později nucen spáchat seppuku.
Zemřel dědic Motonatiho Móri, Takamoto.
Jošiaki Satake z provincie Hitači zemřel po dlouhé nemoci. Již během své nemoci byl nahrazen svým synem Jošišigem.
- 1566:

Leden:Jošihisa Amako se vzdal Motonarimu Móri a byl poslán do vyhnanství.
Narodil se Masamune Date
Jošiaki Ašikaga se vzdal buddhistického mnišství a jal se hledat patrona, který by jej jmenoval právoplatným šógunem.
Takahisa Šimazu odstoupil ve prospěch svého syna Jošihisy.
Prosinec:Kenšin Uesugi vytáhl proti Hódžóům v severním Musaši.
- 1567:

Říjen:Nobunaga Oda obsadil hrad Inabajama a vzal Tacuokimu Saitóovi provincii Minó.
Císařský dvůr odměnil Motojasua Macudairu právem nosit rodinné jméno Tokugawa.
Tódaidži v provincii Nara vyhořelo během bojů mezi Mijošim a Macunagou.

## Azuči - Momojama (1568–1603)
(japonsky: 安土 - 桃山時代; Azuči - Momojama džidai)

## Edo (1603–1867)

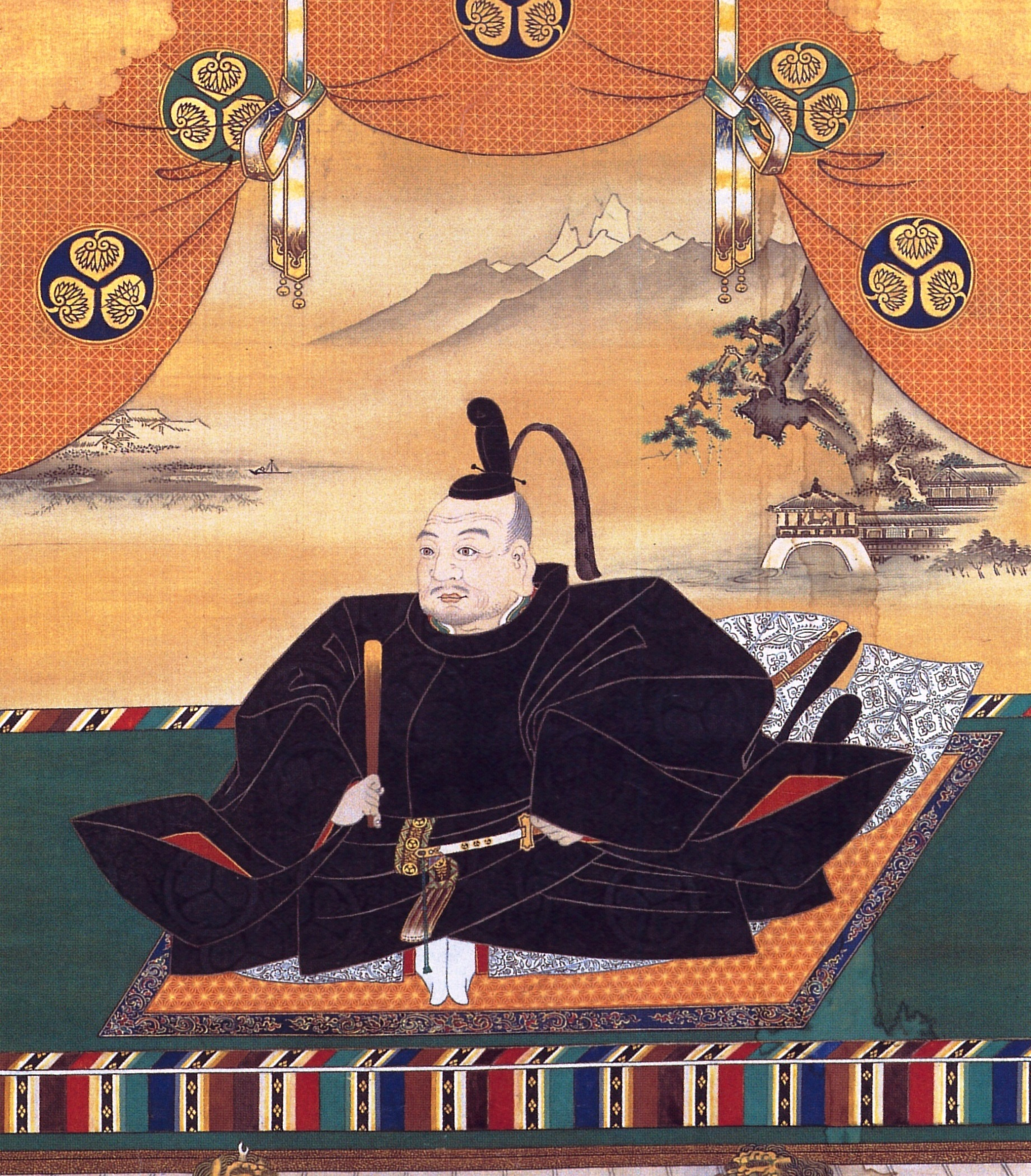
Iejasu Tokugawa

### Keičó
- 1603:

24. březen: Iejasu Tokugawa se stává šógunem Japonska. To znamená formální konec Sengoku džidai a nastává éra Tokugawa.
- 1605: Iejasu se vzdává svého titulu ve prospěch Hidetady.